# Kate Kühl
Kate Kühl (* 16. Dezember 1899 in Köln als Elfriede Katharina Nehrhaupt; † 29. Januar 1970 in West-Berlin) war eine deutsche Kabarettistin, Chansonnière und Schauspielerin.

## Leben

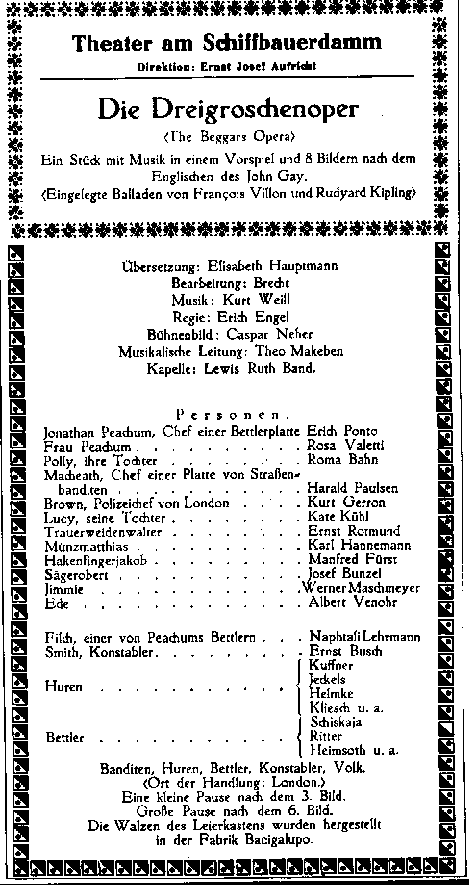
Kate Kühl als Lucy in der Dreigroschenoper

Kate Kühl wurde in Köln geboren. Ihr Vater, der Tierarzt Wilhelm Nehrhaupt, förderte bereits frühzeitig die künstlerischen Ambitionen seiner Tochter. Als 19-Jährige kam sie kurz nach dem Ersten Weltkrieg nach Berlin, um ein klassisches Gesangsstudium aufzunehmen. Sie fand Aufnahme im damals renommierten Stern’schen Konservatorium (heute Teil der Universität der Künste) und entwickelte sich rasch zur potenziellen Oratoriensängerin.
Doch von ihrem eigentlichen Berufsziel verabschiedete sie sich bald. Sie schloss sich lieber der engagierten Bohème an, die sich im Berliner Westen in den bekannten Caféhäusern und Künstlerlokalen rings um die Kaiser-Wilhelm-Gedächtniskirche versammelte. Einer dieser neuen zeitkritisch-literarischen Treffpunkte war das Café des Westens – im Berliner Jargon kurz Café Größenwahn genannt. Es befand sich am Kurfürstendamm/Ecke Joachimstaler Straße.
Hier verkehrte auch der Bildhauer Carsten Kühl, den sie am 10. Juni 1920 kurz entschlossen heiratete und der ihr zu einem ersten Kabarettauftritt verhalf. Er erzählte seiner jungen Frau von den Gründungsabsichten Rosa Valettis, die direkt eine Etage über dem Café des Westens ein eigenes literarisches Cabaret etablieren wollte. Kühl schrieb daraufhin der bekannten Diseuse einen Brief und bot ihr ihre Dienste an. Valetti engagierte Kühl vom Fleck weg.
Wenige Tage nach ihrem 21. Geburtstag, am 23. Dezember 1920, stand Kühl zum ersten Mal auf einer Bühne und trug vor Premierenpublikum Chansons vor. Mit ihrer zurückhaltenden, etwas herben Art wurde sie über Nacht ein neuer Darstellertyp, denn sie brachte einen neuen Ton in den erotischen Balladenstil, wie ihn Klabund und Walter Mehring pflegten.
Durch ihre Auftritte lernte Kühl Musiker und Komponisten wie etwa Friedrich Hollaender oder Werner Richard Heymann kennen, aber auch die singenden Mitstreiterinnen Blandine Ebinger und Annemarie Hase. Eine Bekanntschaft jedoch war es, die am nachhaltigsten ihre weitere künstlerische Laufbahn prägen sollte – die mit Kurt Tucholsky.
Dem Cabaret Größenwahn unter der künstlerischen Leitung Rosa Valettis war nur eine kurze Blütezeit beschieden. In Deutschland grassierte die Inflation, viele literarische Bühnen mussten schließen. In dieser Zeit verpflichtete Trude Hesterberg Kühl an ihr Kabarett, die Wilde Bühne auf der Berliner Kantstraße, in dem auch Tucholsky regelmäßig verkehrte. In dieser Zeit entstand Tucholskys Chanson Die Dorfschöne, das er seiner „Kulicke“, wie er seine Muse Käte Kühl nannte, auf den Leib schrieb. Als „Tucho“ 1924 als Korrespondent der Weltbühne und der Vossischen Zeitung nach Paris ging, von wo er fortan nur noch besuchsweise nach Berlin heimkehrte, hielt er seine freundschaftlichen und beruflichen Kontakte zu Kühl durch regen Briefwechsel aufrecht.
Kühl feierte inzwischen ihren erhofften Erfolg auf Berliner Theaterbühnen. Am 31. August 1928 fand die Uraufführung der Dreigroschenoper von Kurt Weill und Bertolt Brecht statt. Kühl wurde für die Rolle der „Lucy“ engagiert.
Ihre kinderlose Ehe mit Carsten Kühl wurde am 9. April 1929 geschieden. Mit Beginn der 1930er-Jahre ging die große Zeit der kritischen Kabaretts ihrem Ende entgegen. Die meisten Kabaretts waren nur noch von heiteren Melodien erfüllt, von bissiger Zeitkritik wollte man nicht mehr viel wissen; unterdessen lieferten sich draußen auf den Straßen bereits die Sturmtrupps der SA und Rotfront erbitterte Straßenschlachten. Kate Kühl und Hubert von Meyerinck traten kurz vor Hitlers Machtübernahme in Friedrich Hollaenders Kabarett-Revue Höchste Eisenbahn herausfordernd an die Rampe und schmetterten ein Zeitungscouplet gegen das Blatt des Berliner Gauleiters Joseph Goebbels in die Menge.
Danach kam das Aus. Viele Künstler verließen Berlin, verschwanden über Nacht aus Deutschland und fanden sich im Exil wieder. Der Großteil der dagebliebenen Kabarettkünstler erhielt Berufsverbot. Kühl war auch davon betroffen. Doch sie blieb in Nazi-Deutschland, arbeitete als namenlose Landfunksprecherin und trat gelegentlich in Unterhaltungsfilmen als Nebenrollendarstellerin auf.
Nach Kriegsende, noch im Jahr 1945, wurde sie Mitglied in einer der ersten neu gegründeten Berliner Kabarettgruppen, den Außenseitern. Dieses Ensemble wurde von Curth Flatow mitbegründet. Mit Ernst Busch verband sie ohnehin eine jahrelange Freundschaft. Er überzeugte sie zum Umzug nach Ost-Berlin, und Kühl trat in die KPD ein. Gemeinsam traten sie in Brecht-Programmen auf. Busch war es auch, der ihr zu einer Schallplattenaufnahme in Ost-Berlin verhalf. Brecht gründete zusammen mit Helene Weigel das Berliner Ensemble, wo Kühl in mehreren Inszenierungen auftrat. Eine musikalische Zusammenarbeit mit Hanns Eisler begann, später auch mit Boris Blacher.

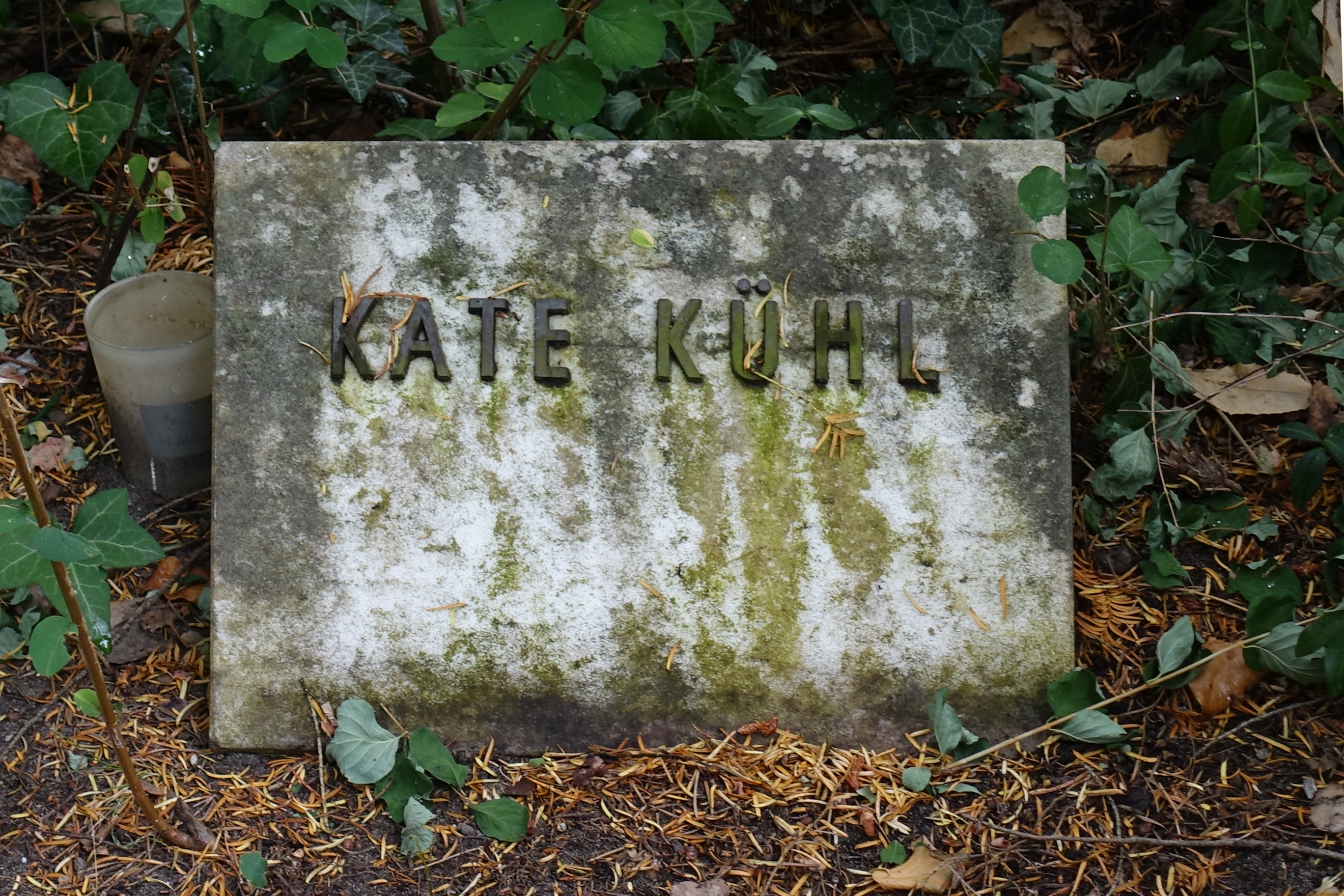
Grab von Kate Kühl auf dem Friedhof Heerstraße in Berlin-Westend

Mitte der 1950er-Jahre verließ Kühl Ost-Berlin wieder. Das Zeitalter des Kalten Krieges hatte begonnen. Kühl, die jetzt der SPD nahestand, unterstützte die Partei im Kampf gegen eine neue drohende Kriegsgefahr. Sie trat in Günther Weisenborns Göttinger Kantate auf, einer musikalischen Warnung gegen die atomare Bewaffnung Europas, die der Regisseur Erwin Piscator 1958 für den Stuttgarter SPD-Parteitag inszenierte. Doch schon kurze Zeit danach kippte die Stimmung, die SPD vollzog eine unerwartete Kehrtwendung und entschied sich doch für eine Aufrüstung der Bundeswehr. Kühl rächte sich auf ihre Weise, sie trat wenig später in einer karnevalistischen Kulturveranstaltung der SPD-Bundestagsfraktion auf. Hier schmetterte sie provozierend die Rote Melodie, Tucholskys flammendes Antikriegs-Chanson, in die Menge. Danach zog sie sich aus allen politischen Aktivitäten zurück. Bis 1961 trat sie gelegentlich noch im Mitternachtsbrettl in der Berliner Hardenbergstraße auf. In ihren letzten Lebensjahren lebte sie sehr zurückgezogen, schwer an Diabetes leidend, allein in ihrer Wohnung im Ortsteil Berlin-Westend. 
Kate Kühl starb, bereits zu Lebzeiten vergessen, nur sechs Wochen nach ihrem 70. Geburtstag am 29. Januar 1970 in Berlin. Ihr Grab befindet sich auf dem landeseigenen Friedhof Heerstraße in Berlin-Westend, in unmittelbarer Nähe zur Ruhestätte ihres Kabarettkollegen und Freundes Joachim Ringelnatz (Grablage: 8-C-65).
Der Nachlass von Kate Kühl befindet sich im Archiv der Akademie der Künste in Berlin.

## Posthume Ehrung

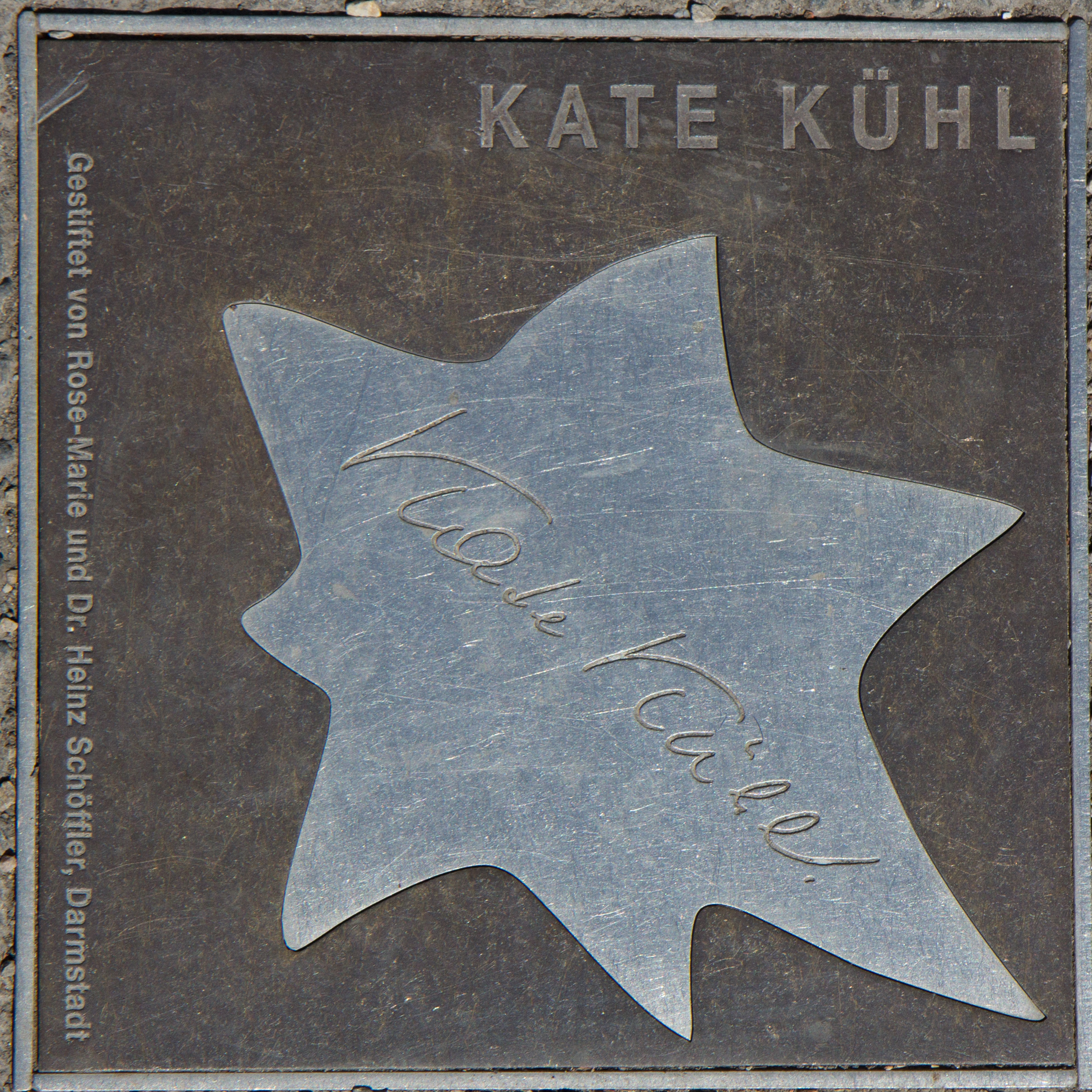
Stern der Satire für Kate Kühl

Kate Kühl zählt zu den 80 bedeutenden deutschen Kabarettisten, die von einer Expertengruppe für den Walk of Fame des Kabaretts in der Fußgängerzone von Mainz ausgewählt wurden. Der Stern der Satire für Kühl wurde von Rose-Marie und Heinz Schöffler gestiftet und am 5. Oktober 2006 enthüllt.

## Diskografie (Auszug)
- Das Leibregiment (Die Trommel) (T. Tiger/W. R. Heymann), Apollo-Verlag, Berlin
- Lene Levi (A. Lichtenstein/F. Hollaender), Schott Musik International GmbH, Mainz
- Die Dorfschöne (T. Tiger/W. R. Heymann), Apollo-Verlag, Berlin
- Charlot (M. Schiffer/W. R. Heymann), Schott Musik International GmbH, Mainz
- Singt eener uff’n Hof (T. Tiger/O. Bienert), Christian Bienert, Berlin
- Ballade von der Fischersfrau (Die Wartende) (T. Tiger), Kurt Tucholsky-Archiv, Rottach-Egern
- Chansonette (J. Ringelnatz/O. Bienert), Christian Bienert, Berlin
- Surabaya-Johnny II (E. Kästner/B. Grund), Atrium Verlag AG, Schweiz
- Am Barren (J. Ringelnatz/O. Bienert), Christian Bienert, Berlin
- Rote Melodie (T. Tiger/F. Holleander), UFA-Musik- und Bühnenverlage, Berlin-München
- Die zersägte Dame (F. Hollaender), Dreiklang-Dreimasken-Verlag, Berlin

## Filmografie (Auswahl)
- 1933: Morgenrot – Regie: Gustav Ucicky
- 1933: Ich und die Kaiserin – Regie: Friedrich Hollaender
- 1938: Capriccio – Regie: Karl Ritter
- 1939: Hallo Janine – Regie: Carl Boese
- 1939: Wir tanzen um die Welt – Regie: Karl Anton
- 1940: Achtung! Feind hört mit! – Regie: Arthur Maria Rabenalt
- 1941: Die schwedische Nachtigall – Regie: Peter Paul Brauer
- 1941: Ein Windstoß – Regie: Walter Felsenstein
- 1942: Meine Freundin Josefine – Regie: Hans H. Zerlett
- 1943: Herr Sanders lebt gefährlich – Regie: Robert Adolf Stemmle
- 1944: Aufruhr des Herzens – Regie: Hans Müller
- 1944: Der verzauberte Tag – Regie: Peter Pewas
- 1956: Meine Tante – deine Tante – Regie: Carl Boese